# Żywot ojca Amandusa
Żywot ojca Amandusa – tekst prozatorski w języku polskim przedstawiający życie Amandusa, napisany na przełomie XV i XVI wieku, a znany z kopii sprzed połowy XVI w.
Niekompletny rękopis, liczący 131 kart, znajduje się w Bibliotece Narodowej w Warszawie. Tekst został skopiowany przez połową XVI w. z wcześniejszego oryginału napisanego na przełomie XV i XVI w. Zaginiony tekst był przekładem łacińskiej wersji niemieckiego utworu o życiu Henryka Suzona, który po wstąpieniu do dominikanów przyjął imię Amandus. Przekład łaciński powstał w latach 1477–1480.
Utwór stanowi apologię ascezy i udręk fizycznych, mających na celu zwalczanie pokus cielesnych i doświadczanie cierpień podobnych do męki Chrystusa. Opowieść szczegółowo przedstawia udręki zadawane sobie przez Amandusa, m.in. noszenie odzieży raniącej ciało.